# Blabephorus pinguis
Blabephorus pinguis är en skalbaggsart som beskrevs av Leon Fairmaire 1898. Blabephorus pinguis ingår i släktet Blabephorus och familjen Dynastidae. Inga underarter finns listade.